# Dicranomyia primaeva
Dicranomyia primaeva là một loài ruồi trong họ Limoniidae. Chúng phân bố ở miền Australasia.